# Králík štětinatý
Králík štětinatý (Caprolagus hispidus) je druh zajícovce z jižní Asie, jde o jediný žijící druh rodu Caprolagus. Samci dosahují hmotnosti 1 810 až 2 610 g, březí samice mohou být i těžší. Jméno tomuto druhu vynesla štětinatá srst, jež má tmavě hnědé zbarvení. Charakteristickým znakem je také velký čenich a malé uši, jimiž se odlišuje od zajíce černotýlého (Lepus nigricollis) ze stejného regionu.
Králík štětinatý byl dlouhodobě pokládán za vyhynulý druh, než došlo k jeho znovuobjevení v Ásámu v roce 1971. Izolované populace byly od té doby nalezeny na dalších místech Indie, v Nepálu a Bangladéši. Historický areál výskytu sahal podél celého jižního podhůří Himálaje, fosilní nálezy nasvědčují výskytu rodu Caprolagus dokonce až v Indonésii. Současné rozšíření králíka štětinatého je nicméně mnohem menší a velmi fragmentované. Obývané území činí celkem méně než 500 km2, a to na celkové ploše 5 000 až 20 000 km2. Populační trend je klesající v důsledku ztráty přirozeného prostředí, která souvisí se zvyšující se úrovní zemědělství, budováním protipovodňových staveb i vypalováním trávy a jejím sběrem na došky. Od roku 1986 proto králík štětinatý patří podle Mezinárodního svazu ochrany přírody mezi ohrožené druhy. Králík štětinatý se vyskytuje v několika národních parcích, ovšem rozmnožování v zajetí je velmi obtížné. Ochranářské snahy se proto zaměřují spíše na vzdělávání místních komunit a další studium druhu ve volné přírodě.